# 陈共
陈共（1927年4月8日—2021年7月23日），原名陈永湘，男，汉族，奉天蓋平县（今辽宁盖州市）人，中国财政学家，曾任中国人民大学教授、博士生导师， 中国财政学会理事，中国税务学会理事。

## 生平
陈共曾就读于东北大学，1948年秋，赴解放区正定华北大学学习和工作。1950年，中国人民大学成立后，转入该校工作。1972年至1978年，他在北京经济学院任经济研究所所长兼党总支书记。1978年，中国人民大学复校后，他返回学校，出任财政系副主任、主任。2021年7月23日，他在北京逝世，享年95岁。7月25日上午，陈共遗体告别仪式在八宝山殡仪馆东礼堂举行。陈雨露、高培勇、王毅、李民吉、王广谦、袁振宇、吴付来、刘元春、顾涛、王轶、胡百精、安体富等参加遗体告别仪式。